# 呼蘭廳
呼蘭廳是清代的一个厅，治所呼兰城在今黑龙江省哈尔滨市呼兰区。
属黑龍江將軍辖区，駐巴彥蘇蘇（今黑龙江省巴彦县巴彦镇）。同治二年（1863年），設呼蘭理事同知。光緒三十年（1904年），升呼蘭府。